# Ḩeşārī (ort i Iran)
Ḩeşārī (persiska: حصاری) är en ort i Iran.   Den ligger i provinsen Nordkhorasan, i den nordöstra delen av landet, 600 km öster om huvudstaden Teheran. Ḩeşārī ligger 1 170 meter över havet och antalet invånare är 103.
Terrängen runt Ḩeşārī är platt åt sydväst, men åt nordost är den kuperad.Runt Ḩeşārī är det ganska glesbefolkat, med 30 invånare per kvadratkilometer. Närmaste större samhälle är Esfarāyen, 6,8 km öster om Ḩeşārī. Omgivningarna runt Ḩeşārī är i huvudsak ett öppet busklandskap.